# Hardeberga
Hardeberga är en kyrkby i Hardeberga socken i Lunds kommun, belägen mellan Lund och Södra Sandby. Byn har ett 40-tal invånare.
Mitt i byn ligger Hardeberga kyrka. En liten bit söder om byn ligger Hardeberga säteri, som numera inhyser delar av Lunds Waldorfskola.
Hardeberga stenbrott, vid vilket hardebergasandsten idag bryts av Sydsten AB, har varit byns främsta näringskälla.  Hardeberga kyrka är uppförd av den lokala hardebergasandstenen, murad med mindre stenar i den äldre delen, och i större stenar under senmedeltid.
Mellan 1905 och 1939 var Hardeberga en järnvägsstation vid Lund-Revinge-Harlösa järnväg.